# Зимерсфелд
Зимерсфелд (њем. Simmersfeld) општина је у њемачкој савезној држави Баден-Виртемберг. Једно је од 25 општинских средишта округа Калв. Према процјени из 2010. у општини је живјело 2.182 становника. Посједује регионалну шифру (AGS) 8235066.

## Географски и демографски подаци
Зимерсфелд се налази у савезној држави Баден-Виртемберг у округу Калв. Општина се налази на надморској висини од 764 метра. Површина општине износи 44,2 km². У самом мјесту је, према процјени из 2010. године, живјело 2.182 становника. Просјечна густина становништва износи 49 становника/km².